# Izatha acmonias
Izatha acmonias là một loài bướm đêm thuộc họ Oecophoridae. Nó là loài đặc hữu của New Zealand, ở đó nó được tìm thấy ở miền tây South Island.
Sải cánh dài 21–28.5 mm đối với con đực và 23–35 mm đối với con cái. Con trưởng thành bay vào tháng 11, tháng 12 and tháng 1.
Ấu trùng có thể ăn dead Hoheria lyallii.